# Microsphaeropsis arundinis
Microsphaeropsis arundinis är en svampart som först beskrevs av S. Ahmad, och fick sitt nu gällande namn av B. Sutton 1980. Microsphaeropsis arundinis ingår i släktet Microsphaeropsis och familjen Montagnulaceae.   Inga underarter finns listade i Catalogue of Life.